# 青山善充
青山 善充（あおやま よしみつ、1939年4月4日 - ）は、日本の法学者。専門は民事訴訟法・民事手続法。東京大学名誉教授。公益財団法人日本スポーツ仲裁機構評議会会長。長野県高遠町（現・伊那市）出身。三ヶ月章門下。弟子に松下淳一、大橋眞弓、貝瀬幸雄など。

## 学歴
- 1958年 東京都立小石川高等学校卒業
- 1962年 東京大学法学部第1類（私法コース）卒業[2][3]

## 職歴
- 1962年 東京大学法学部助手（学士助手）
- 1965年 東京大学法学部助教授
- 1977年 東京大学法学部教授（1996 - 1998年法学政治学研究科長・法学部長）
- 1981年 旧司法試験第二次試験考査委員
- 1998年 日本民事訴訟法学会理事長
- 1999年 東京大学副学長
- 2001年 成蹊大学法学部教授
- 2004年 明治大学大学院法務研究科教授
- 2006年 明治大学法科大学院院長
- 2006年 法務省法制審議会会長
- 2006年 文化庁文化審議会委員、同著作権分科会委員[4]
- 2007年 法科大学院協会理事長[5]
- 2008年 公益財団法人信濃通俗大学会理事長 一般財団法人全国銀行協会監事
- 2009年 明治大学大学院法務研究科特任教授
- 2013年 日本製紙社外取締役
- 2015年 明治大学退職[6]
- 2019年 公益財団法人日本スポーツ仲裁機構評議会会長
- 放送大学教養学部客員教授

## 主著
- 『教材倒産法 破産・会社更正を中心として』（霧島甲一）ほか共編、有斐閣、1972年
- 『破産法概説』（伊藤眞）ほか共著、有斐閣、1979年初版/2001年新版増補2版
- 『保全訴訟法』（丹野達）と共編、青林書院新社、1984年
- 『和議法の実証的研究』商事法務、1998年
- 『現代仲裁法の論点』（松浦馨）と共編、有斐閣、1998年
- 『法と裁判』（井上治典）と共著、放送大学教育振興会、2000年
- 『明治前期の法と裁判』（林屋礼二）ほか共編、信山社出版、2003年